# Matsalubucht
Die Matsalubucht (deutsch: Einwiek oder Matzalwiek) ist eine 67 km² große Meeresbucht der Ostsee in Estland südlich der Stadt Haapsalu im Kreis Lääne auf Höhe der Wasserstraße zwischen den westlich vorgelagerten Inseln Hiiumaa (Dagö) und Saaremaa (Ösel).
Die vier bis sechs Kilometer breite und 16 Kilometer lange Bucht ist Bestandteil des 2004 gegründeten und 486 km² umfassenden Nationalparks Matsalu. Ihren Namen bekam sie vom Dorf Matsalu (deutsch: Matzal) auf der Südseite. 
Die Ufer sind sandig, der Bewuchs besteht aus Gras sowie Röhricht und Binsen (Teichbinsen oder Strandsimsen). Die Bucht ist Heimat für viele Arten von Wasser- und Watvögeln und auch Seeadler. Am 21. September 2011 wurden 20.200 Kraniche gezählt.
In die Bucht mündet auf der Ostseite der Fluss Kasari in einem Delta.